# Аристон из Пеонии
Аристон (др.-греч. Ἀρίστων) — представитель пеонийского царского рода, военачальник Александра Македонского.

## Участие в походах Александра Македонского
Аристон во время Восточного похода Александра Македонского командовал илой пеонов. Это подразделение состояло из 200 легковооружённых всадников, каждый из которых имел длинное копьё и короткий меч. Их использовали в качестве разведчиков и застрельщиков перед большими сражениями.
Предположительно, Аристон принадлежал к местному царскому роду и, возможно, был братом местного царя Патрея. В качестве руководителя илы пеонов он не только сражался на стороне македонян, но и был своего рода заложником, что обеспечивало лояльность Пеонии Македонии. Согласно Фронтину, Александр взял в поход близких родственников фракийских царей, чтобы после его ухода они не взялись за оружие.
В битвах при Гранике 334 года до н. э. и при Иссе 333 года до н. э. его отряд находился на правом фланге.
Квинт Курций Руф писал, что после того как войско Александра форсировало Тигр, Мазей направил против македонян тысячу всадников. Александр посчитал отряд противника слишком малочисленным и отнёсся к нему «с пренебрежением». Он приказал «начальнику пеонийских всадников Аристону налететь на врагов, отпустив поводья». Во время сражения Аристон убил начальника персидской конницы Сатропата и принёс его голову Александру. Плутарх дополняет историю разговором Аристона с Александром. Согласно этому античному автору, лидер пеонов показал голову македонскому царю и сказал: «„Такой дар считается у нас достойным золотого кубка“. „Всего лишь пустого кубка, — ответил Александр, смеясь, — и я подарю тебе кубок, но сначала наполню его вином и выпью за твое здоровье“». По мнению И. Меркера, сражение между Аристоном и Сатропатом нашло отображение в нумизматике. Историк считал, что один из выпусков пеонийских монет изображает именно эпизод победы царевича над персидским военачальником. Д. Аткинсон предположил, что бой состоялся не во время форсирования войском Александра Тигра, а через несколько дней, когда македоняне увидели заградительный отряд персов, который должен был несколько задержать их продвижение.
В битве при Гавгамелах 331 года до н. э. пеоны Аристона, как и в предыдущих сражениях, находились на правом фланге. При Гавгамелах Аристон пришёл на помощь отряду Менида, который под натиском превосходящих сил скифов и бактрийцев мог отступить. Дальнейшая судьба Аристона неизвестна.